# 강기문
강기문(姜己文, 1908년~?)은 한국의 정치인이다.

## 이력
- 경상남도 산청에서 출생하였다.
- 일본 오사카시 나니와중학교(浪速中)를 졸업하였다.
- 일본 오사카대 상과대학을 중퇴하였다.
- 오사카에서 초자(硝子) 판매업을 한 적이 있다.
- 이후 귀국하여 대한건설공업회사장을 맡았다.
- 1948년 5월 10일 제헌 국회의원(경남 산청) 당선되었다
- 6.25 전쟁 때 납북되었다.

## 역대 선거 결과
|  | 44.00% |

|  | 14.29% |

## 참고 자료
- 《대한민국 의정총람》, 국회의원총람발간위원회, 1994년
- 강기문 - 대한민국헌정회